# Gangrena

Gangrena (lat. gangraena) nekroza je tkiva ili organa na koju se najčešće nadovezuje raspadanje tkiva i djelovanje truležnih bakterija. Preranu smrt stanica i živih tkiva (nekrozu), izaziva narušena cirkulacija krvi izazvana različitim uzrocima (povrede, bolesti, infekcije).
Procjena pojave plinskih gangrena varira, ali uz suvremenu kiruršku tehniku i rano liječenje, slučajevi su relativno rijetki. Klostridialna kontaminacija rana može biti prisutna, iako su rijetke duboke povrede ili značajne devitalizacije tkiva, mionekroza i produktivne infekcije obično se ne događaju. Pojava je najviša u područjima s lošim pristupom pravilnoj njezi rana i učestalim infekcijama nakon operacija. Veća je u područjima, gdje je narušena sterilnost kirurške tehnike, a higijena u bolnicama i van njih na niskom stupnju.
Procjenjuje se da oko 50% slučajeva vlažnih gangrena izazivaju ozbiljne povrede. Automobilske i industrijske nesreće, opekotine, povrede s prijelomima kostiju najčešći uzroci su vlažnih gangrena. Procjenjuje se, da je 40% slučajeva vlažnih gangrena posljedica infekcija koje se javljaju tijekom operacija.
Mortalitet kod traumatskih plinskih gangrena veći je od 25%. 
Pojava nije specifična za starost. Dijabetesne periferne vaskularne bolesti i drugi kronični imunološki poremećaji uzrok su gangrene u starijoj populaciji.
Gangrena primarno nastaje kao posljedica nedostatka kisika (hipoksija) u stanicama i tkivima, izazvana poremećajem protoka krvi u određenom dijelu tijela, koji u daljem tijeku poremećaja dovodi do razvoja nekroze i izumiranja gangrenom zahvaćenoga dijela tijela.
Najčešće nastaje kao rezultat raznih procesa, kao što su: infekcije, vaskularne (koji se odnose na krvne žile) bolesti ili povrede (traume). Gangrena može zahvatiti bilo koji dio tijela, ali je najčešće lokalizirana na udovima ili njihovim dijelovima: prsti, noge i ruke, stopalo, potkoljenica).
Gangrena može biti: suha, vlažna, plinska i unutarnja. Suha gangrena (lat. G. sicca) uzrokovana je smanjenim protokom krvi kroz arterije. Vlažna gangrena (lat. G. humida), nastaje kao komplikacija tijekom liječenja zagađenih rana. Plinska gangrena (lat. G. gaseosa) oblik je vlažne gangrene izazvane bakterijama poznatim kao Clostridium perfringens.  Unutrašnja gangrena (oblik vlažne gangrena), javlja se na jednom ili više organa grudnog koša (najčešće na plućima), trbuhu (najčešće na crijevima ili žučnoj vrećici), genitalnim organima, ili usnoj duplji - najčešće gangrena pulpe zuba (lat. G. pulpae). Ovaj tip gangrene nastaje kada se protok krvi u unutrašnjim organima prekine. 